# Peter Stephan Jungk
Peter Stephan Jungk (* 19. Dezember 1952 in Santa Monica, Kalifornien) ist ein österreichisch-US-amerikanischer deutschsprachiger Schriftsteller.

## Leben und Werk
Die Eltern von Peter Stephan Jungk waren der Publizist und Zukunftsforscher Robert Jungk und Ruth Jungk, geborene Ruth Suschitzky. Er wuchs zunächst in den Vereinigten Staaten auf und nach 1957 in Wien. In Berlin besuchte er von 1968 bis 1970 die Rudolf-Steiner-Schule, von 1970 bis zu seiner Matura 1972 lebte er in Salzburg. 1973 arbeitete er als Regieassistent am Theater Basel. Von 1974 bis 1976 studierte er am American Film Institute in Los Angeles.
Von 1976 bis 1979 war er erneut in Salzburg ansässig. 1977 wirkte er als Peter Handkes Regieassistent bei der Verfilmung von Handkes Die linkshändige Frau. 1980 besuchte der gebürtige Jude Jungk eine Toraschule in Jerusalem; 1981 kam er nach Wien zurück. Seit 1988 lebt er mit seiner Frau, der Fotografin Lillian Birnbaum, in Paris. 1994 wurde die Tochter Adah Dylan geboren. 2011 übernahm er eine Gastprofessur für Deutsche Gegenwartsliteratur an der Washington University in St. Louis und 2012 eine Gastprofessur an der Universität Salzburg.
Peter Stephan Jungk ist Verfasser von Romanen, Essays und Drehbüchern, bei deren Verfilmung er teilweise selbst Regie führte. Daneben übersetzt er aus dem Englischen.
Peter Stephan Jungk ist Mitglied des österreichischen PEN-Clubs und Mitgründer des PEN Berlin.

## Auszeichnungen
- 2001: Stefan-Andres-Preis
- 2011: Buchpreis der Salzburger Wirtschaft
- 2023: Ehrenkreuz für Wissenschaft und Kunst I. Klasse

## Werke
- Stechpalmenwald. Frankfurt am Main 1978
- Rundgang. Frankfurt am Main 1981
- Franz Werfel (Biographie). Frankfurt am Main 1987
- Tigor. Frankfurt am Main 1991
- Vier Frauen. Heidelberg 1994 (zusammen mit Lillian Birnbaum)
- Die Unruhe der Stella Federspiel. München u. a. 1996
- Die Erbschaft. München 1999
- Der König von Amerika. Stuttgart 2001
- Die Reise über den Hudson. Stuttgart 2005
- Das elektrische Herz, Paul Zsolnay Verlag, Wien 2011, ISBN 978-3-552-05527-8.
- Theater: Oblomow. Nach dem gleichnamigen Roman Oblomow von Iwan Gontscharow, Uraufführung Schauspielhaus Zürich, 2005
- Die Dunkelkammern der Edith Tudor-Hart. Biografie. S. Fischer, 2015
- Marktgeflüster. Eine verborgene Heimat in Paris. Frankfurt am Main 2021, ISBN 978-3-10-397368-6
- Warum ich beschloss, Peter Pakesch zu mögen. Salzburg 2021, ISBN 978-3-99014-212-7

### Herausgeberschaft
- Franz Werfel: Das Franz-Werfel-Buch, Frankfurt am Main 1986

### Übersetzungen
- Woody Allen: Gott. Frankfurt am Main 1989
- Woody Allen: Death.
- Christopher Durang: Betty, Boo und die Ehe. Frankfurt am Main 1987
- Christopher Durang: Gebrüllt vor Lachen. Frankfurt am Main 1989
- Raymond Fitzsimons: Edmund Kean. Frankfurt am Main 1987
- Gabriel Gbadamosi: Hotel Orpheu. Frankfurt am Main 1994
- Thornton Wilder: Bei Shakespeare und in der Bibel. Frankfurt am Main 1999
- Thornton Wilder: Es läutet an der Tür. Frankfurt am Main 1999
- Thornton Wilder: Jugend. Frankfurt am Main 1999
- Thornton Wilder: Unterirdische Flußläufe. Frankfurt am Main 1999
- Pascal Rambert: Ende einer Liebe. Frankfurt am Main, 2013, deutsche Uraufführung Thalia Theater (Hamburg), 2014

### Dokumentarfilme
- Franz Werfel – Ein Weltfreund zwischen den Welten (ZDF/ORF, 1988)
- Leo Perutz – Der Meister der Nacht (ZDF/ORF, 1989)
- Eugen Bavcar – Dunkles Licht (ZDF/ORF, 1992)
- André Previn – Eine Brücke zwischen den Welten (Dor-Film, 2008)
- Auf Ediths Spuren, Tracking Edith (peartree-entertainment, 2016) (über Edith Tudor-Hart)

### Artikel
- Jerusalem: Wem gehört die Stadt. In: Geo-Magazin. Hamburg 1, 1980, S. 8–30. Informativer Erlebnisbericht. ISSN 0342-8311

## Oper
- The Perfect American von Philip Glass. Libretto von Rudy Wurlitzer nach Jungks Roman Der König von Amerika, UA: 22. Januar 2013 am Teatro Real in Madrid, Spanien[2]